# Bodegón con dulces y recipientes de cristal (Van der Hamen)
El Bodegón con dulces y recipientes de cristal es una obra de Juan van der Hamen, que forma parte de las colecciones del Museo del Prado.  

## Introducción
Juan van der Hamen era español de segunda generación, hijo de una familia de origen flamenco. Su padre emigró de Bruselas a Madrid hacia 1586, ingresando en la guardia real de arqueros, a la que también perteneció Juan.Van der Hamen cultivó varios géneros artísticos, siendo la pintura de bodegón la que le ha otorgado la fama. Fue el principal pintor de bodegones que trabajó en la Corte en las primeras décadas del siglo XVII. Sus bodegones delatan la influencia de Sánchez Cotán, a quien probablemente conoció en Granada —entre 1610 y 1616— cuando su hermano Lorenzo era secretario del arzobispo Pedro González de Mendoza.

## Análisis de la obra

### Datos técnicos y registrales
- Madrid, Museo del Prado, n º. de catálogo: P001164;[3]
- Pintura al óleo sobre lienzo;
- Dimensiones: 52 x 88 cm, según el Museo del Prado;
- Datación: 1622;
- Firmado y fechado en el ángulo inferior izquierdo: Juº. Vanderhamen (y León?) fact 1622;

### Descripción de la obra
Este bodegón temprano —concebido ta vez como sobrepuerta— es uno de los más sutiles y refinados de todos los que nos han llegado de van der Hamen. Presenta una disposición un tanto en zigzag, diferente de la de sus bodegones posteriores, de composición un tanto geométrica y teatral. Tanto en la técnica como en la forma, denota la huella de Sánchez Cotán y el conocimiento del tenebrismo. Aquí, el pintor realiza un ejercicio de virtuosismo, donde la luz conforma los volúmenes y las calidades de los elementos, que destacan ante un fondo muy oscuro. Es especialmente notable el sabio tratamiento de la luz y el virtuosismo en la captación de los reflejos y transparencias del cristal. No obstante su simplicidad, es una obra muy refinada, tanto en la reducida gama de tonos, como en la ligereza técnica, actuando en las superficies con un sutil punteado que comunica una maravillosa vibración a los objetos. Se ha considerado que Zurbarán pudo inspirarse en este cuadro para componer su Bodegón con cacharros.
El pintor coloca los objetos  en zigzag sobre una estrecha repisa de piedra, llenando el espacio poco profundo. Con gran habilidad representa los objetos sobre un estrecho tablero: un plato de pie de vidrio verde oscuro con pastas e higos confitados y a su lado izquierdo un barquillo cuyo extremo sobresale del borde de la repisa, estableciendo el espacio visual de la composición. Detrás del barquillo se halla un tarro de loza para miel. En el extremo izquierdo se hallan dos recipientes de vidrio venecianos —ejecutados con gran maestría— sobre un plato de pie, de loza blanca. En el extremo derecho hay otras dos vasijas de cristal, la mayor de las cuales —en primer término— contiene aloja, bebida de hidromiel con especias y perfumada con esencias. La moda de beber aloja y comer costosos dulces a la hora de la merienda se extendió entre la alta sociedad madrileña a principios del siglo XVII. La dulzura de esta bebida justifica la presencia de las dos moscas sobre el frasco, una ingeniosa referencia a la pintura como engaño, que remite a una anécdota referida al pintor griego Zeuxis.

## Procedencia
- Seguramente perteneció a Gaspar de Haro;[6]
- Colección Real (Palacio del Buen Retiro, Madrid, 1701, s.n.;
- Buen Retiro, 1794, nº 115).[7]